# Пензанс
Пенза́нс (англ. Penzance [pɛnˈzæns], корн. Pennsans) — портове місто в Корнуоллі, що має статус світської парафії.

## Географія
Розташований на крайньому південному заході півострова Корнуол, на західному березі затоки Mount's Bay, що відноситься до протоки Ла-Манш.

## Історія

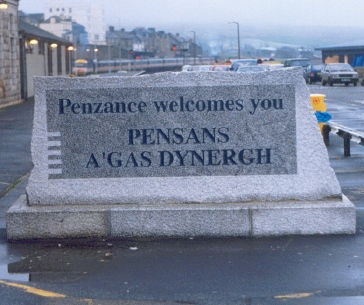
Надпис «Пензанс вітає Вас» англійською та корнською мовами

Хоча перші поселення в районі Пензансу з'явилися ще в бронзову епоху, сам Пензанс вперше згадується в 1322 році. В часи Середньовіччя Пензанс неодноразово зазнавав нападів берберських піратів, що знаходить відображення в сучасній топоніміці.
У 1578 чума забрала життя десяти відсотків місцевого населення, це повторилося в 1647 році, а в 1595 році Пензанс було спалено іспанським військом. Не дивлячись на це, Пензанс поступово набував ваги, так, Генріх IV дав йому право на королівський ринок, Генріх VIII на гавань, а Якоб I надав в 1614 статус боро, що перетворило Пензанс в місто. В 1755 році Лісабонський землетрус став причиною цунамі в Пензансі, який, проте, не спричинив серйозних наслідків.
У 1812 в Пензансі було засновано Королівське геологічне товариство Корнуола, патроном якого став принц-регент Георг, що надало місту вагу. В 1852 році в місто було прокладено залізницю, що допомогло зробити його туристичним центром після постановки в 1879 оперети Гілберта і Салівана «Пірати Пензанса».

## Сучасний стан
Пензанс вважається морським курортом. Більшість населення належать до методистів. Мер міста обирається на 1 рік міською радою. В місті проходять виставки, музичні та театральні фестивалі.

## Відомі уродженці міста
- Гемфрі Деві — фізик і хімік
- Едмунд Деві — хімік, двоюрідний брат Гемфрі Деві

## Міста-побратими
- Австралія, штат Вікторія, Бендіго
- Франція, Бретань, Конкарно
- США, штат Каліфорнія, Невада-Сіті
- Німеччина, земля Нижня Саксонія, Куксгафен

## Світлини

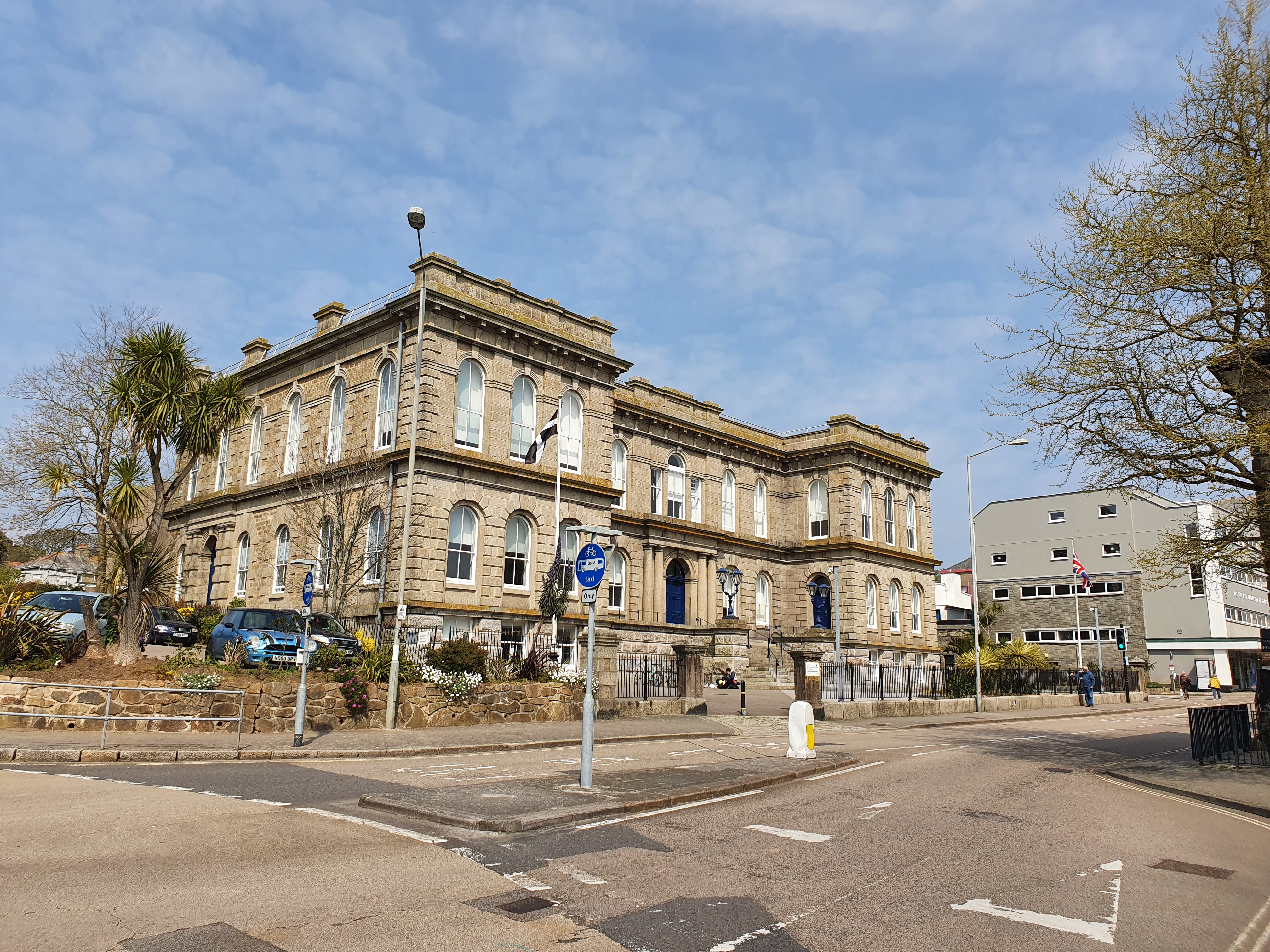
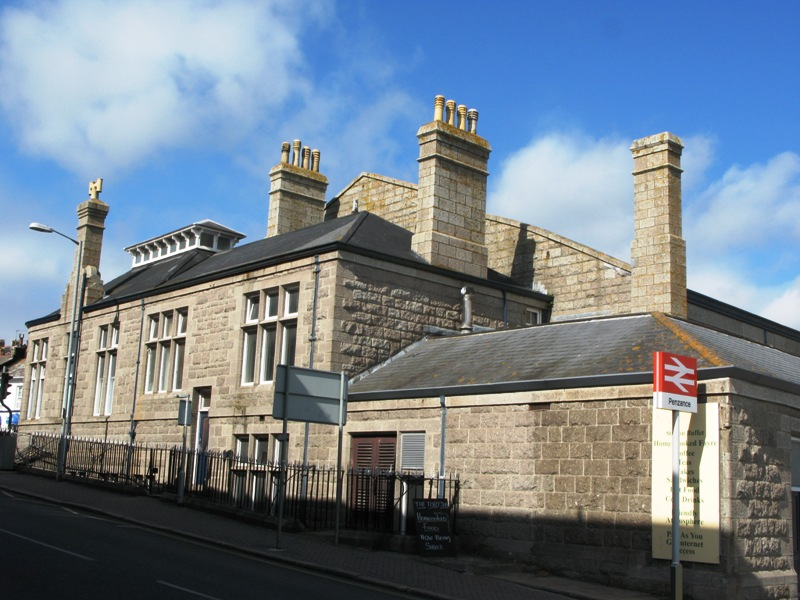
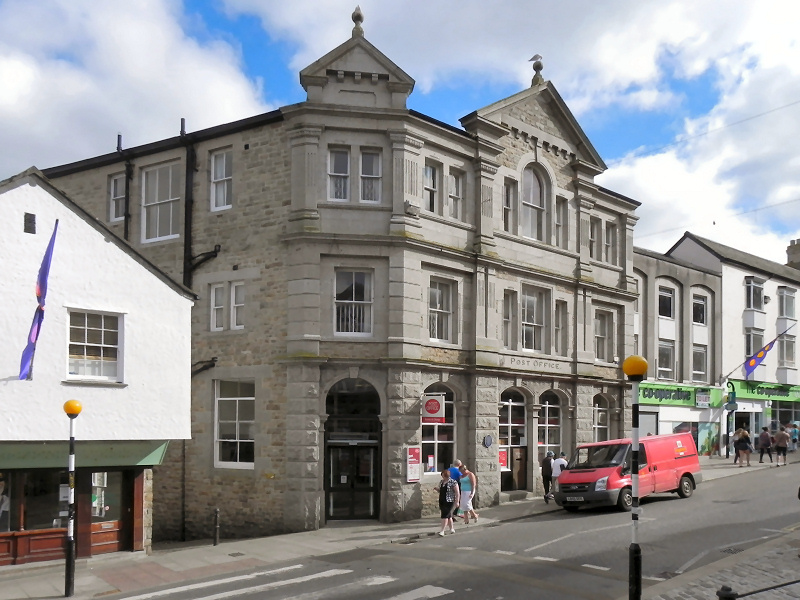
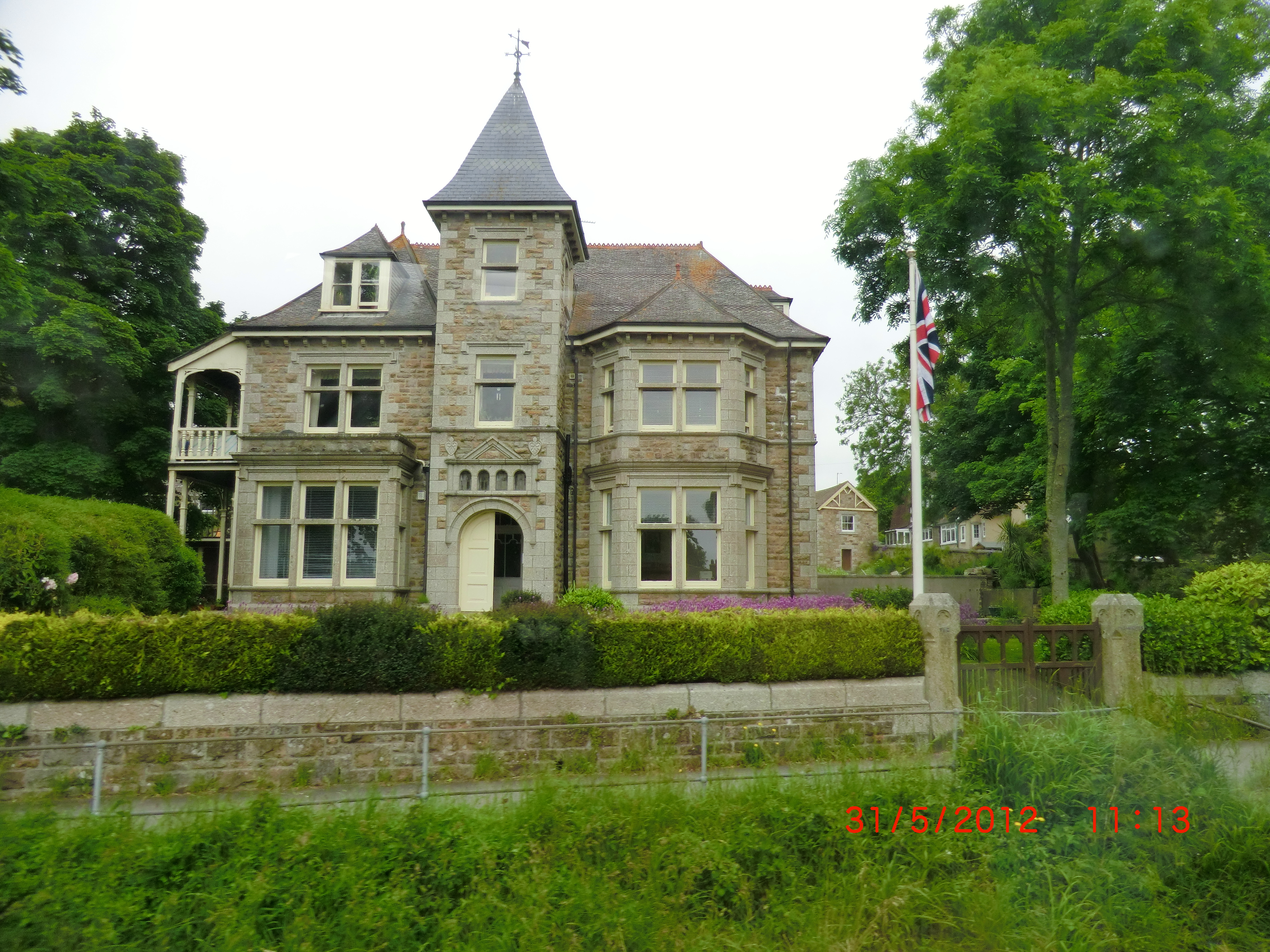

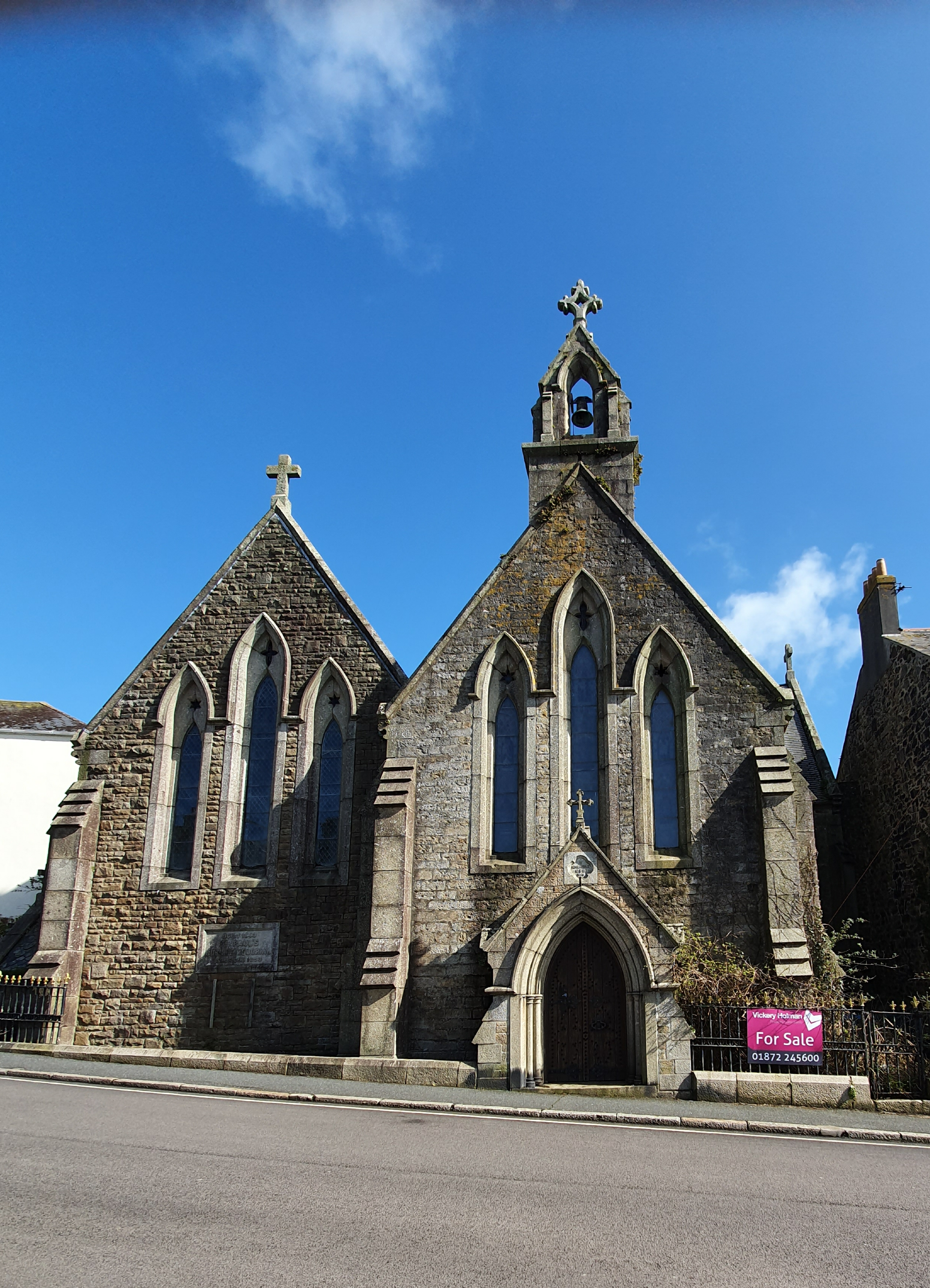
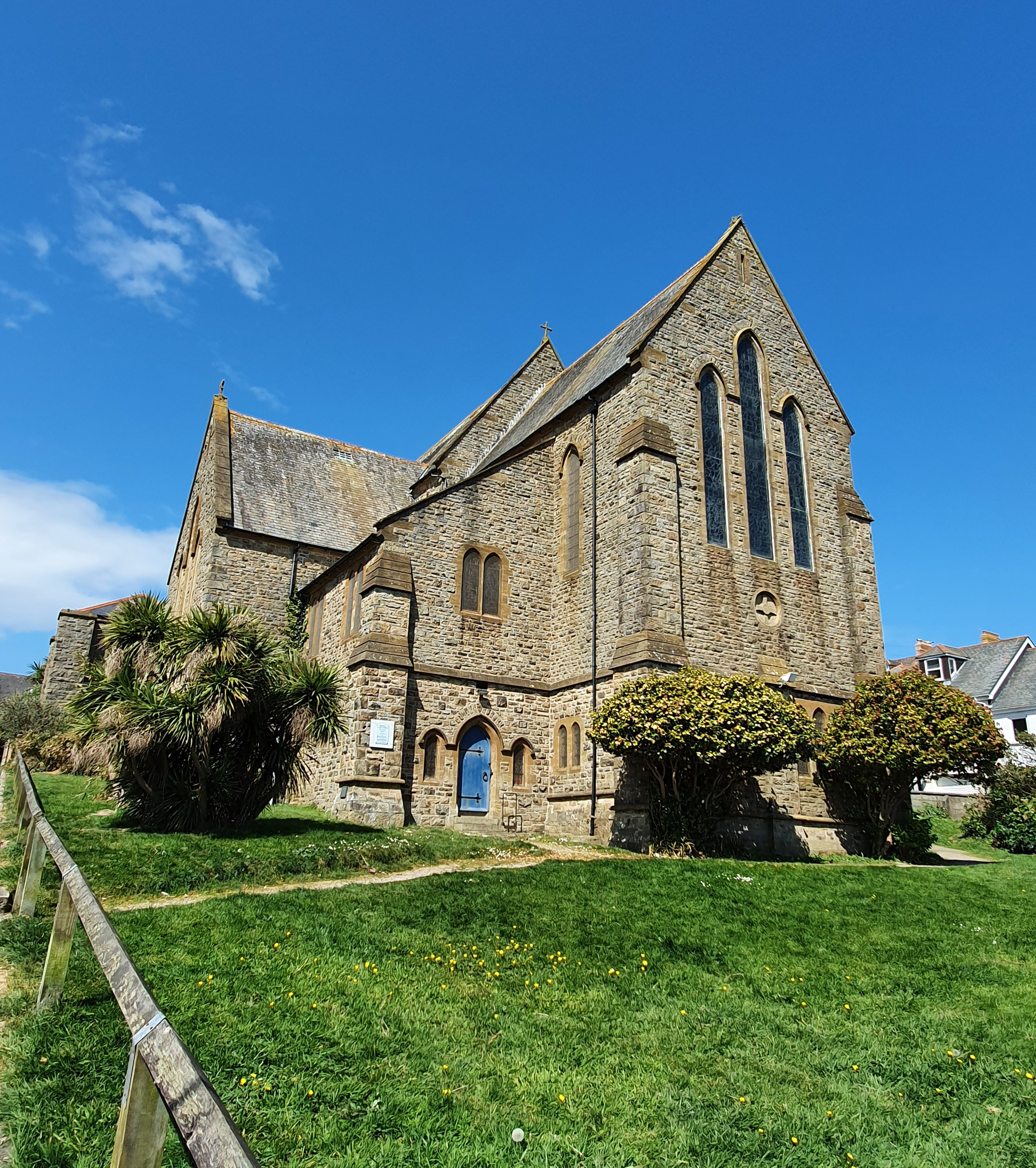
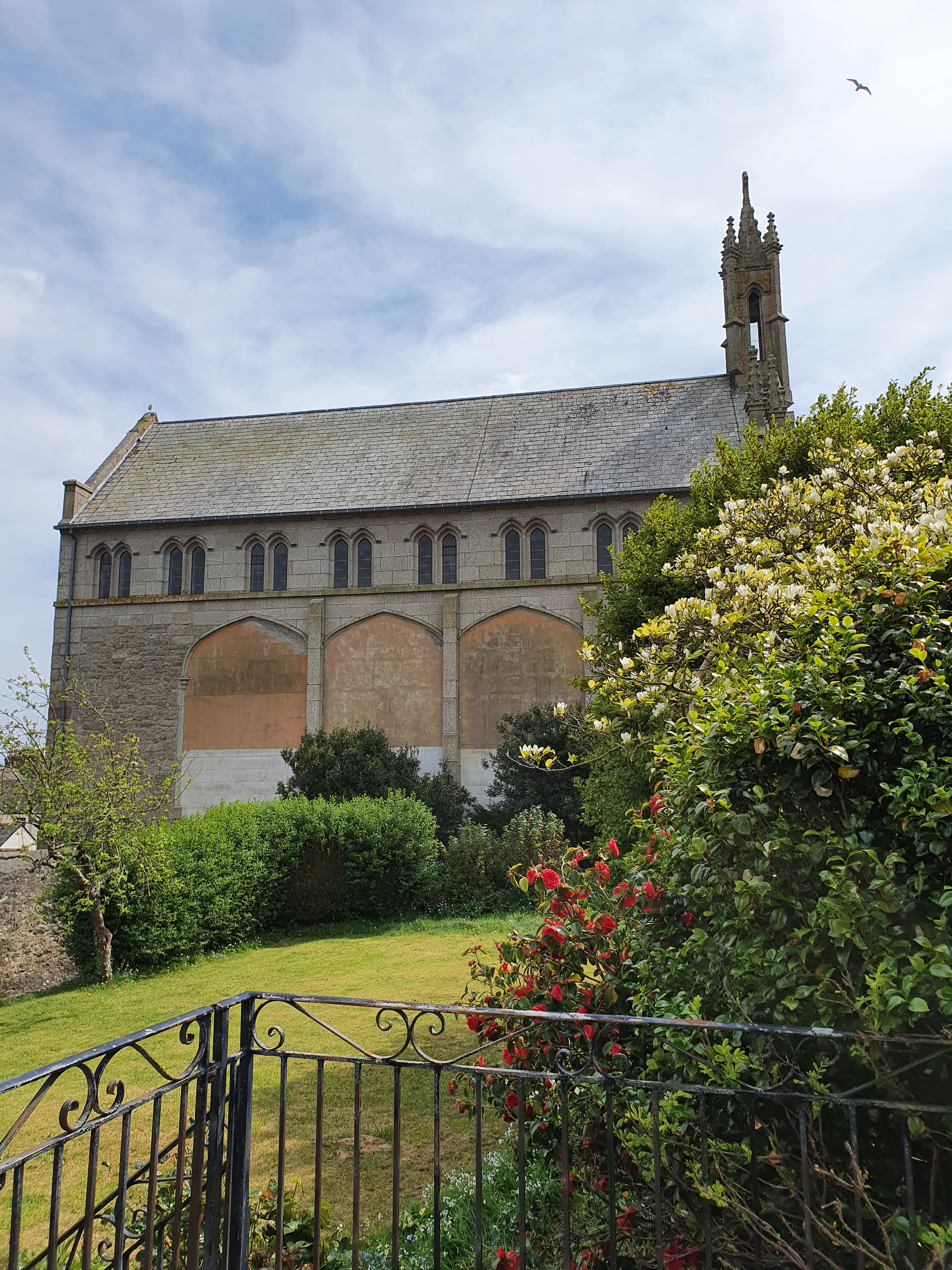
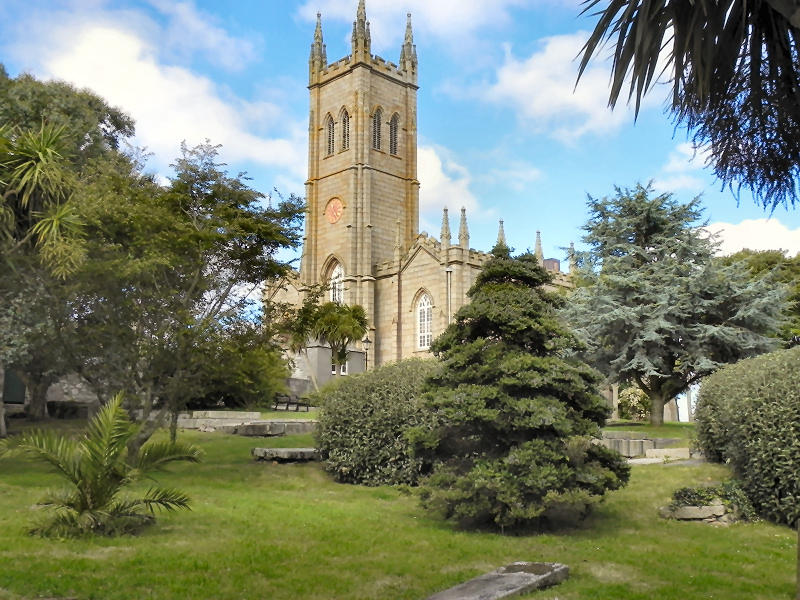
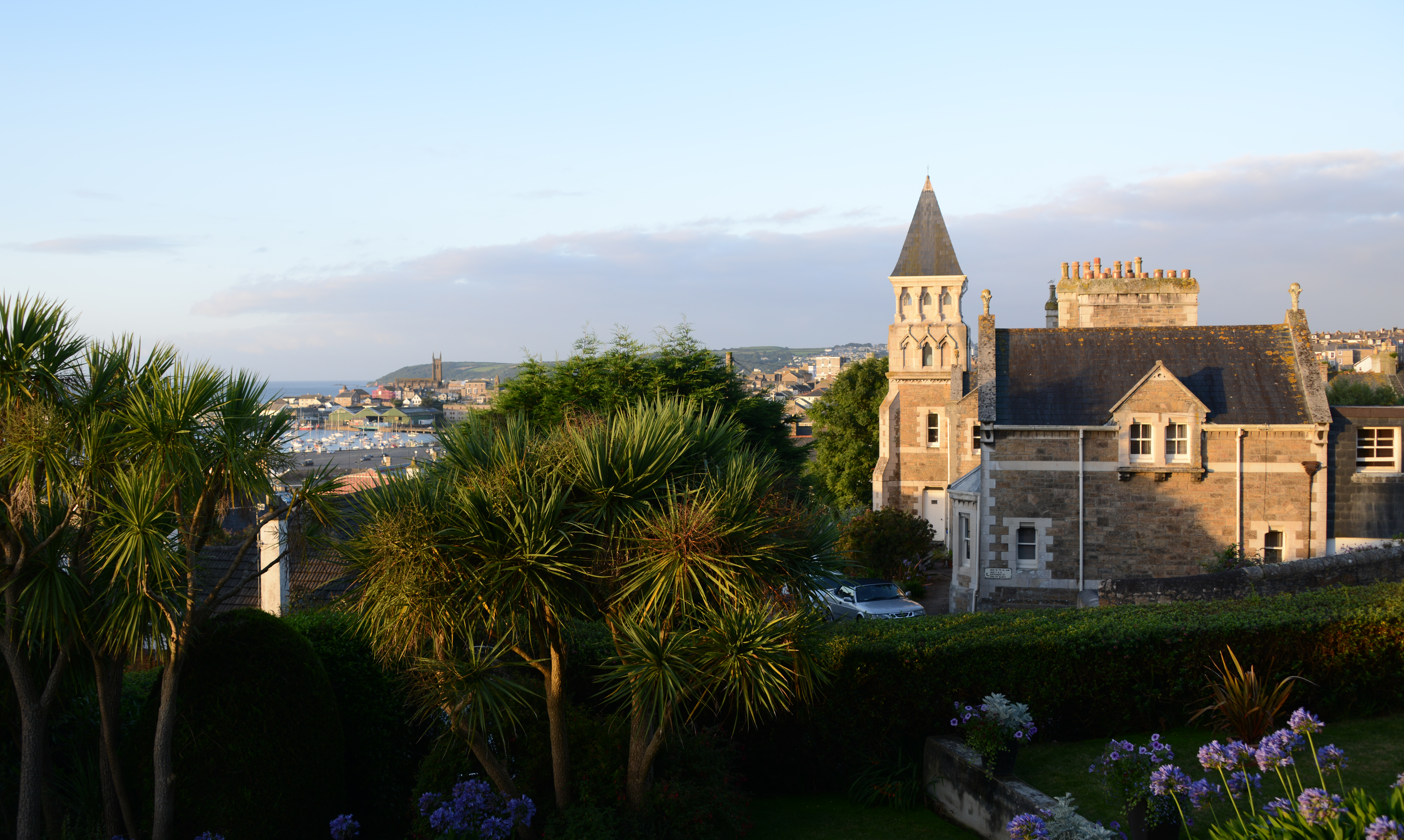

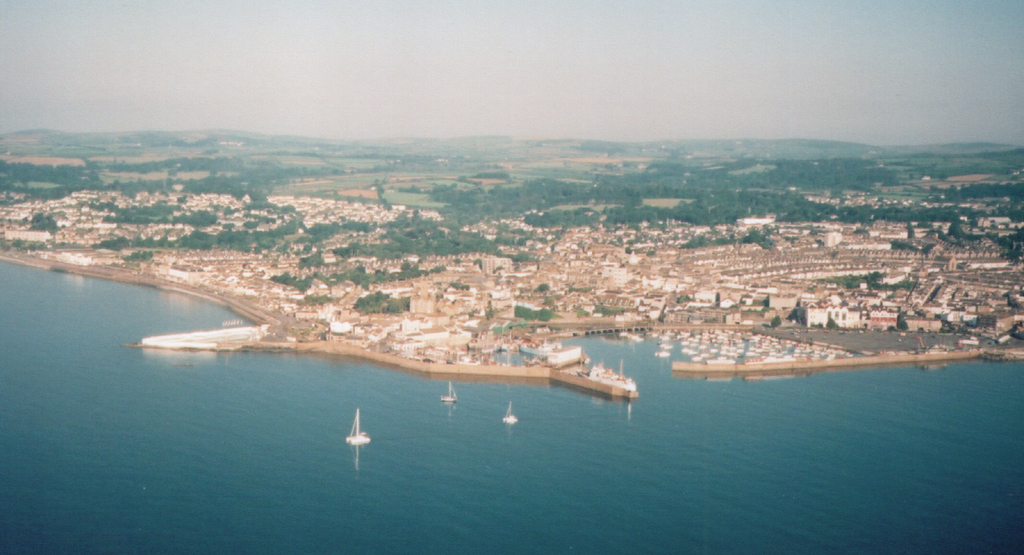
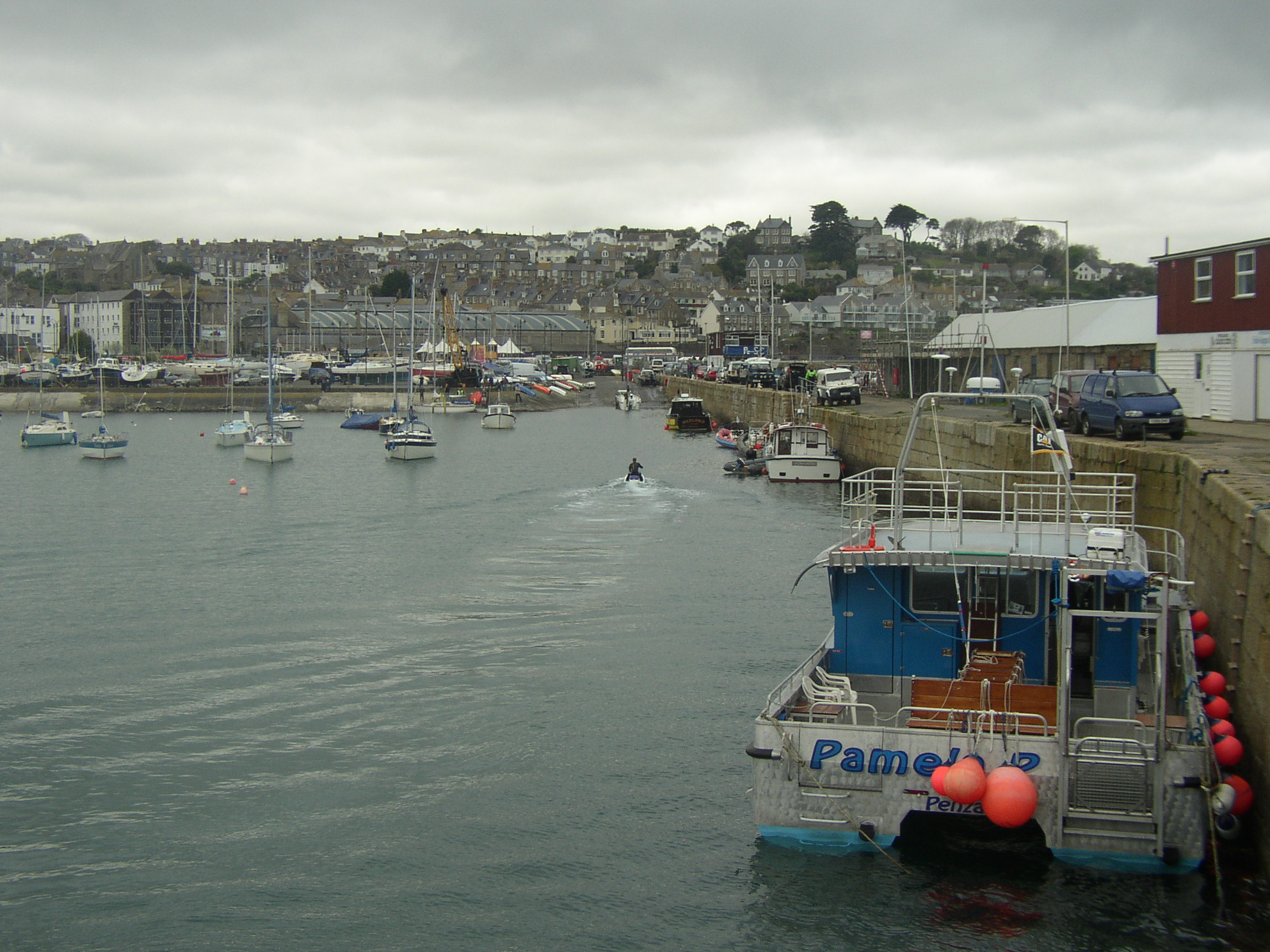
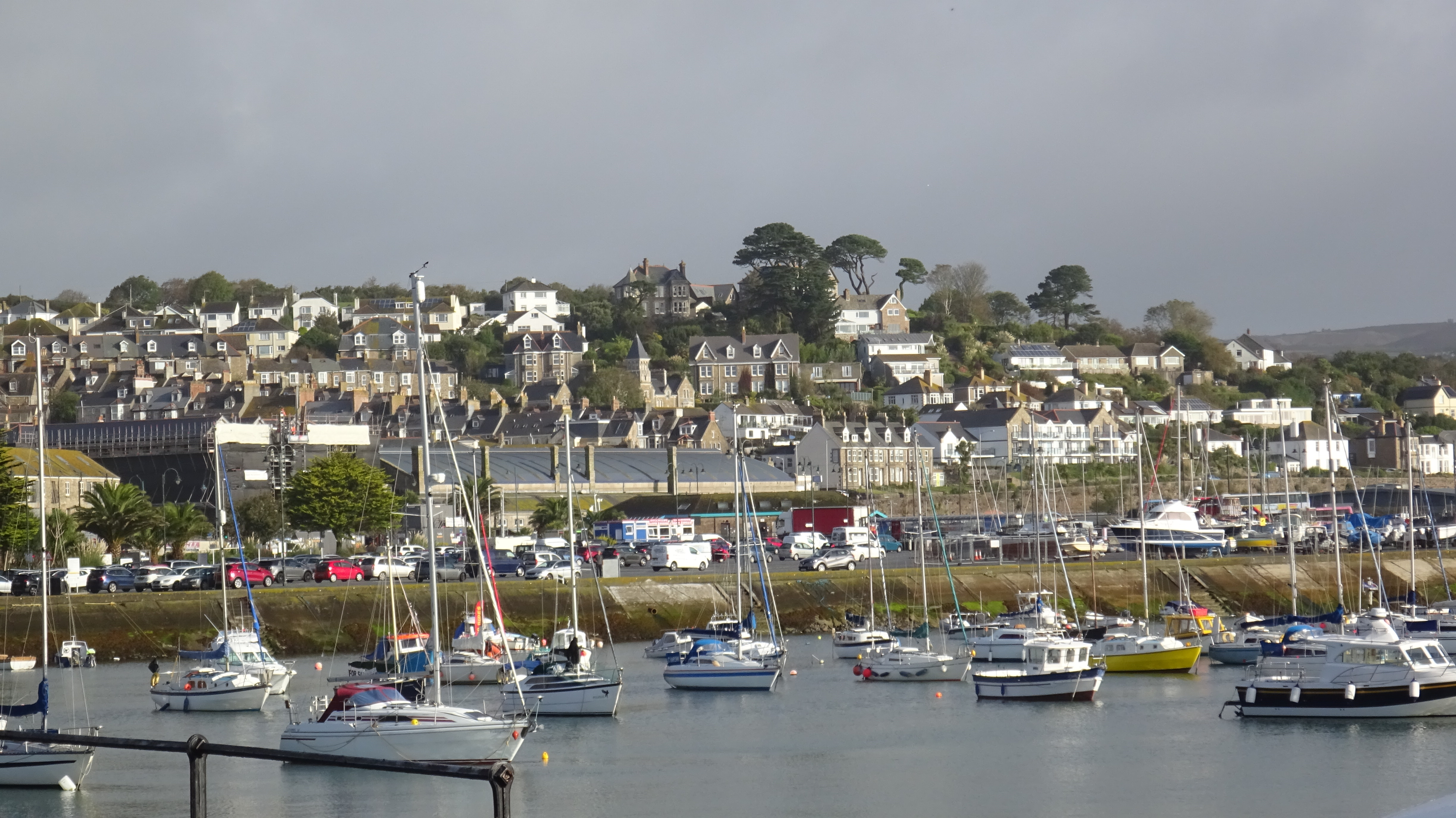

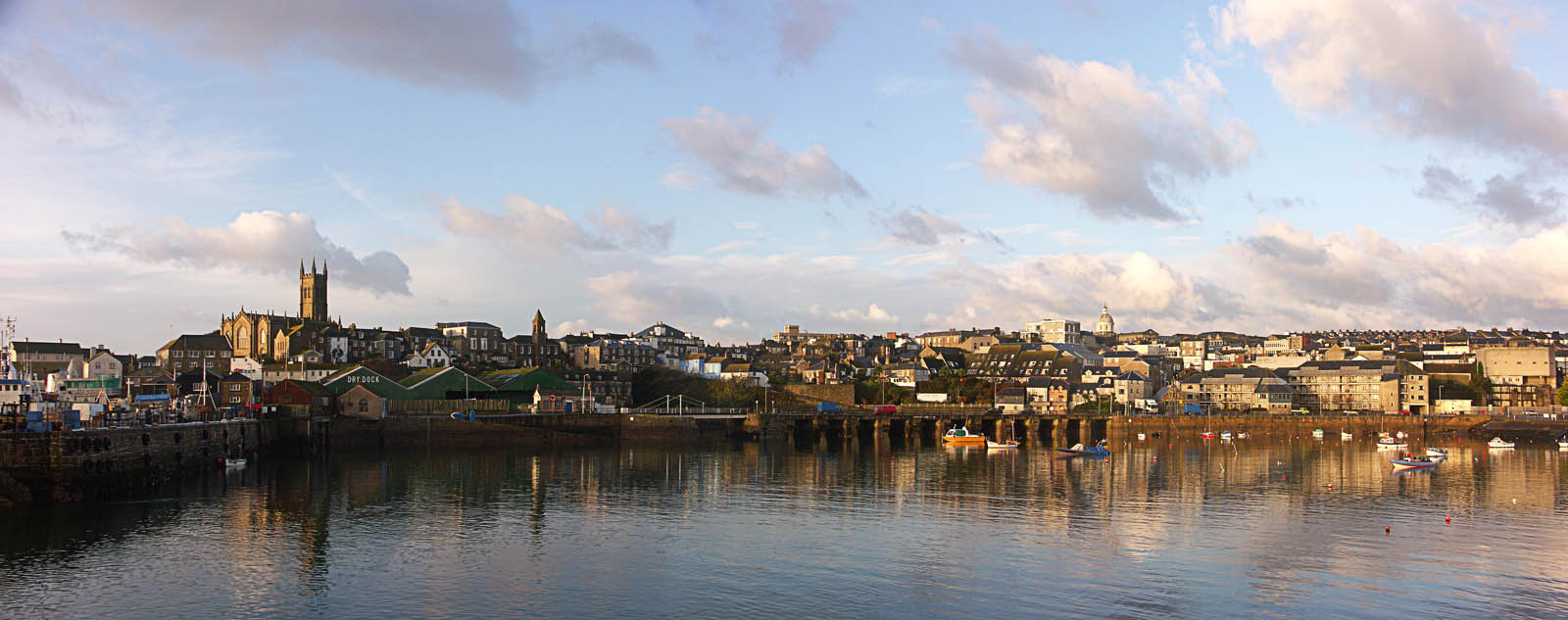
Панорама Пензанса